# Gaudes
Ne doit pas être confondu avec Gaude ou Gaudé.
Les gaudes (nom toujours employé au pluriel ; se dit « po », fém. pl. en francoprovençal bressan, dauphinois ou savoisien) sont une préparation culinaire composée de farine de maïs torréfié (farine de gaudes), mélangée à du lait.

## Caractéristiques

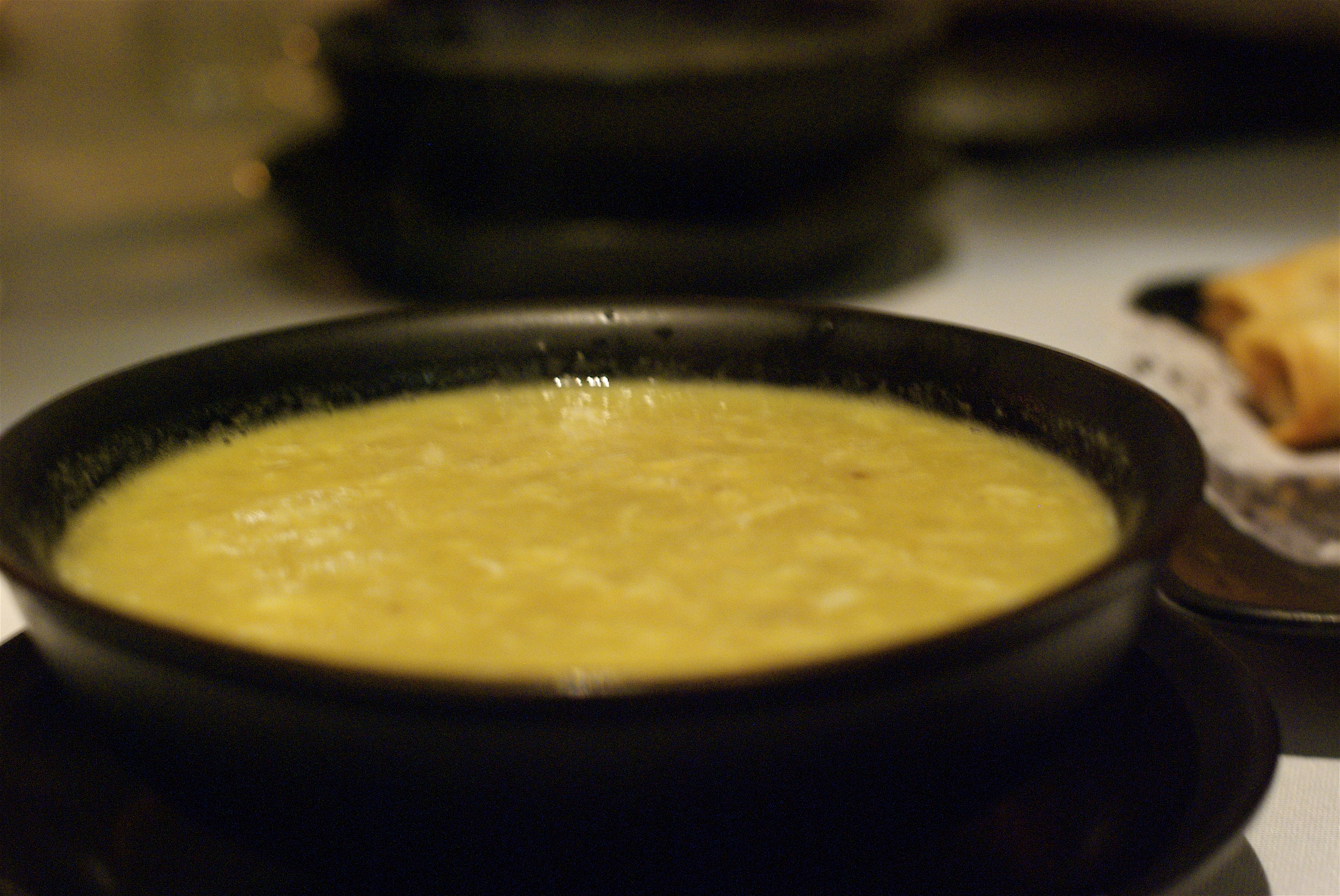
Gaudes sous forme de soupe.

Les gaudes furent pendant de nombreuses générations un aliment de base peu onéreux pour les familles paysannes de la Bresse. L'ingrédient principal de cette recette est la farine de maïs grillée qui, mélangée à du lait, constitue une bouillie relativement consistante. La farine de maïs faite à partir de grains torréfiés est l’élément caractéristique qui distingue les gaudes bressanes des autres préparations de ce type comme les millas.
Durant les périodes de disette ou de guerre, les gaudes constituaient la source de subsistance principale du Bressan. Son fumet appétissant en fait néanmoins un mets encore prisé de nos jours en période hivernale.

## Histoire

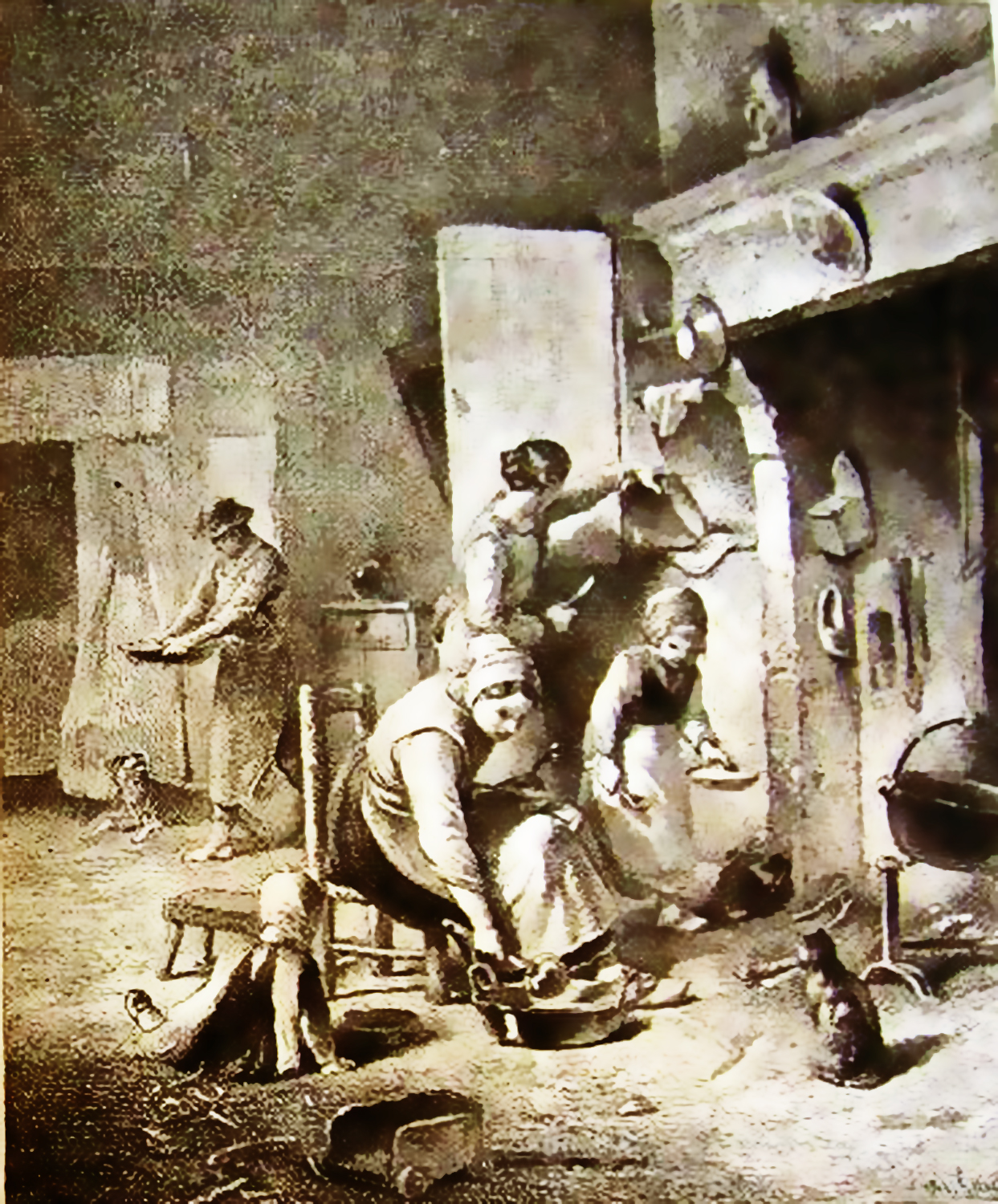
Les gaudes en Bourgogne (Le Magasin pittoresque, d'Édouard Charton)

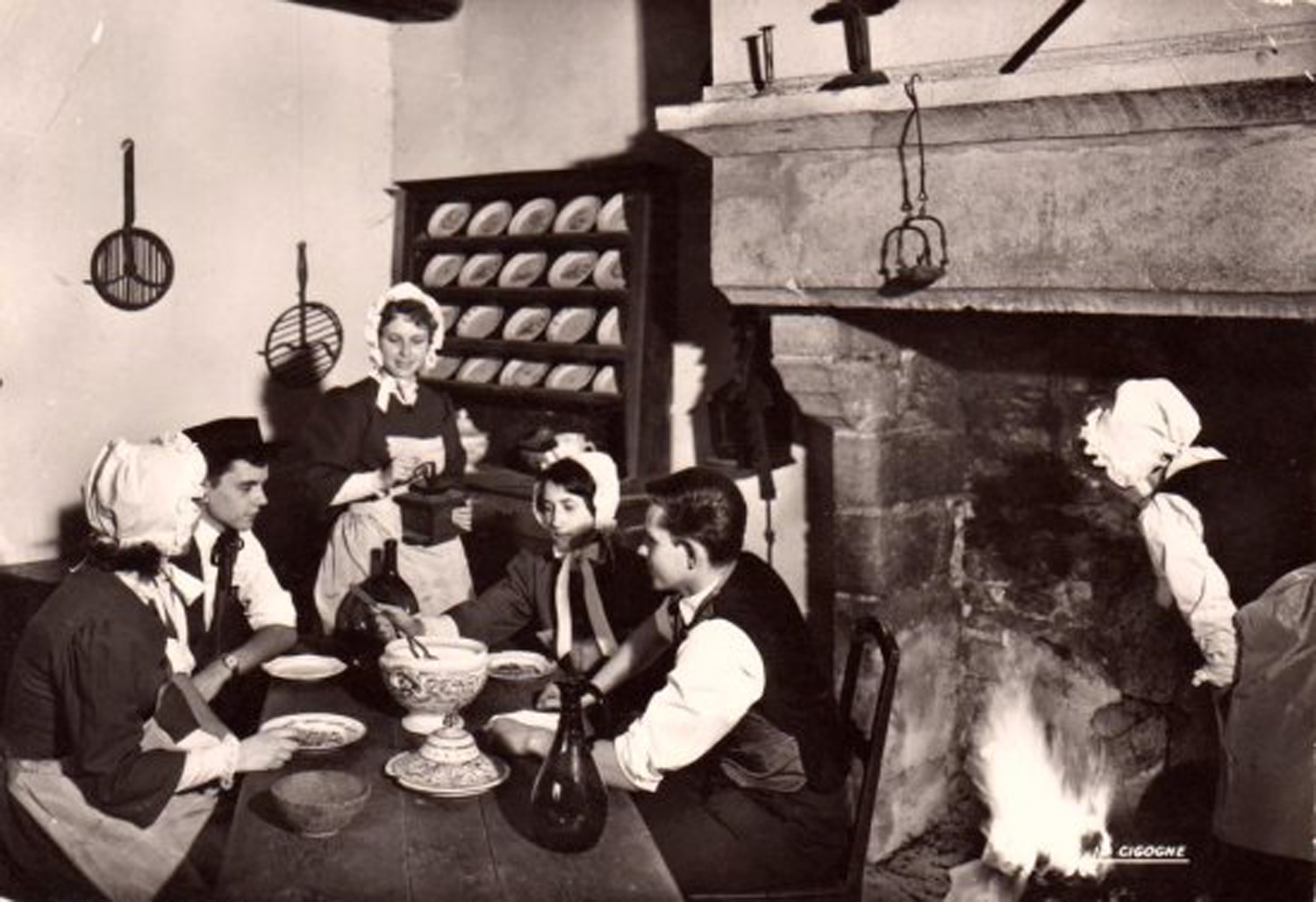
Les gaudes, spécialités bourguignonne, franc-comtoise et bressane.

Christophe Colomb rapporta le maïs en Europe à la fin du XVe siècle. La céréale parvint en Bresse deux siècles plus tard et servit initialement à la nourriture du bétail et de la poule de Bresse. Cette variété était appelée « blé de Turquie », puis « maïs jaune de Bresse ». Très rapidement les paysans prirent conscience de ses qualités nutritives pour l'homme et commencèrent à en torréfier les épis afin d'en tirer une farine aisée à conserver. Échappant à la dîme, son succès fut très rapide.
Au début du XIXe siècle, la pomme de terre devint une alternative et, le niveau de vie s'améliorant avec la diversification alimentaire, les gaudes ne se consommèrent désormais plus qu'au petit déjeuner. L'arrivée du café au lait dans les habitudes relégua les gaudes dès les années 1920 au rang de curiosité folklorique.
Une déclinaison plus récente de l'utilisation de cette farine sont les « gaudrioles », sablés à base de gaudes amalgamées à du beurre, du sucre et des œufs. Il existe d'autres variantes telles que boulettes de gaudes (« flots »), gâteau de gaudes (« millassou »), crêpes, poisson frit.
Les gaudes sont aussi connues dans la Haute-Saône, dans le Haut-Jura et la Côte d'Or.

## Accord mets/vins
Ce mets s'accorde avec des vins régionaux rosés comme un Franche-comté, un côtes-du-jura, un arbois, un crémant du Jura ou un Arbois-pupillin.